# Cremona
Cremona – miasto i gmina we Włoszech, w regionie Lombardia, nad rzeką Pad, stolica prowincji Cremona.
Według danych na rok 2004 gminę zamieszkiwały 69 444 osoby, 992,1 os./km². Cremona leży na lewym brzegu Padu, na wschód od Piacenzy.

## Gospodarka
Podstawę gospodarki stanowi rozwinięty przemysł przetwórstwa spożywczego. Występuje także przemysł elektromaszynowy, włókienniczy, instrumentów muzycznych, chemiczny i drzewno-papierniczy. W mieście funkcjonuje także duża rafineria ropy naftowej. Ważny węzeł kolejowy, ze stacją Cremona, oraz drogowy. Cremona jest znaczącym ośrodkiem ruchu turystycznego.

## Historia

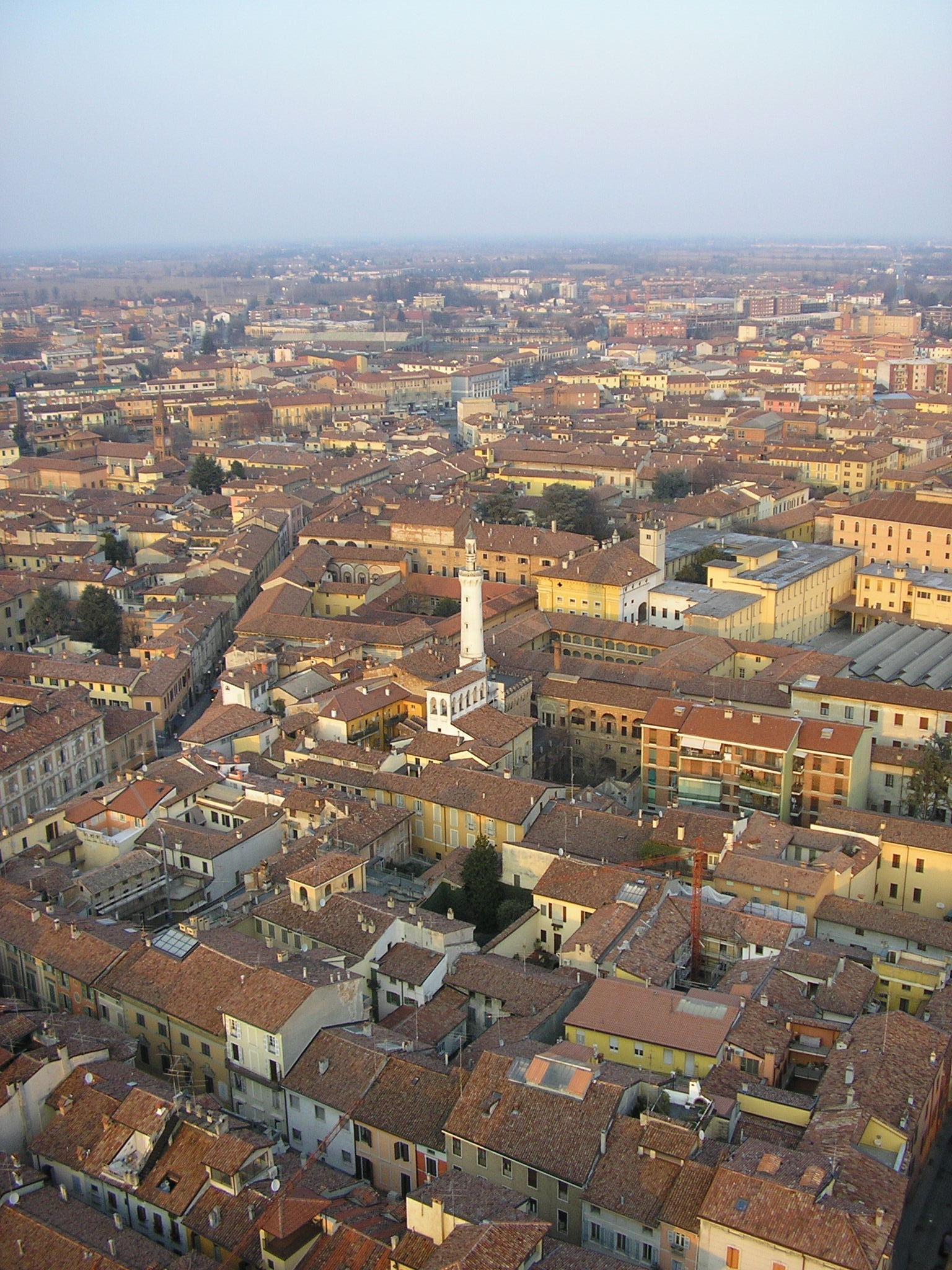
Widok z kampanili

Około 400 p.n.e. w rejonie Cremony mieszkało plemię Cenomanów – Galów z Galii Przedalpejskiej. Miasto zostało założone w 222 p.n.e. lub 218 p.n.e. wraz z miastem Placentia (współczesna Piacenza) przez Republikę Rzymską jako miasto-kolonia strzegące ówczesnych granic imperium. Szybko wyrosła na jedno z największych miast północnych Włoch. Została zniszczona w 69 w czasie bitwy pod Bedriacum. Po upadku cesarstwa zachodniorzymskiego w państwie Odoakra (476-489). W latach 489-553 w państwie Ostrogotów, w latach 565-603 pod władzą Bizancjum w Egzarchacie Rawenny. W 603 zdobyte i zniszczone przez Agilulfa i odtąd pod władzą Longobardów. W 615 królowa Teodolinda odbudowała miasto i przywróciła biskupstwo. Po wojnach włoskich Karola Wielkiego stało się lennem jego cesarstwa. W XI w. komuna miejska w północnych Włoszech. XII-XV ośrodek handlu i rzemiosła. W XII wieku jako wolne miasto walczyło po stronie Fryderyka Barbarossy przeciwko Mediolanowi. w XIV wieku na krótko znajdowało się pod dominacją Królestwa Czeskiego. W 1441 roku w wyniku małżeństwa Bianki Marii Visconti z Francesco I Sforzą przechodzi pod wpływy Mediolanu. W latach 1499–1509 pod kontrolą Wenecji. Po bitwie pod Agnadello znowu w księstwie Mediolanu. Później pod władzą Hiszpanii (1525–1702), krótko Francji, a następnie Austrii (1707–1861). Od 1861 w składzie zjednoczonych Włoch.
Cremona była znanym ośrodkiem nauki w średniowieczu. W okresie późnego renesansu powstała tu szkoła malarska Giulia Campi. W XVI-XVIII w. działa słynna kremońska szkoła lutnicza, z którą związani byli m.in. Antonio Stradivari, Guarneri, Ruggeri, Amati czy Lorenzo Storioni. Do dziś istnieje tutaj fabryka instrumentów muzycznych.
W Cremonie urodził się kompozytor madrygałów i oper Claudio Monteverdi (1567–1643).

## Zabytki
- Romańsko-gotycka katedra z najwyższą we Włoszech kampanilą (112,27 m) – budowę katedry rozpoczęto w 1107 roku w stylu lombardzko-romańskim a zakończono w 1332 już w stylu gotyckim. Fasada obłożona jest jasnym marmurem i ozdobiona figurami, kolumnami i rozetą. Na tyle kościoła zwracają natomiast uwagę wieżyczki podobne do minaretów. Wewnątrz freski z XVI wieku nieznanego artysty;
- Romańskie baptysterium położone obok katedry z chrzcielnicą z I połowy XVI wieku autorstwa Lorenza Trotiego;
- Ratusz (XIII w.);
- Palazzo Comunale mieszczące muzeum, w którym wystawione są m.in. słynne skrzypce il Cremonese zbudowane w 1715 przez Antonia Stradivariego;
- Kościoły i pałace z XIV-XVIII w.

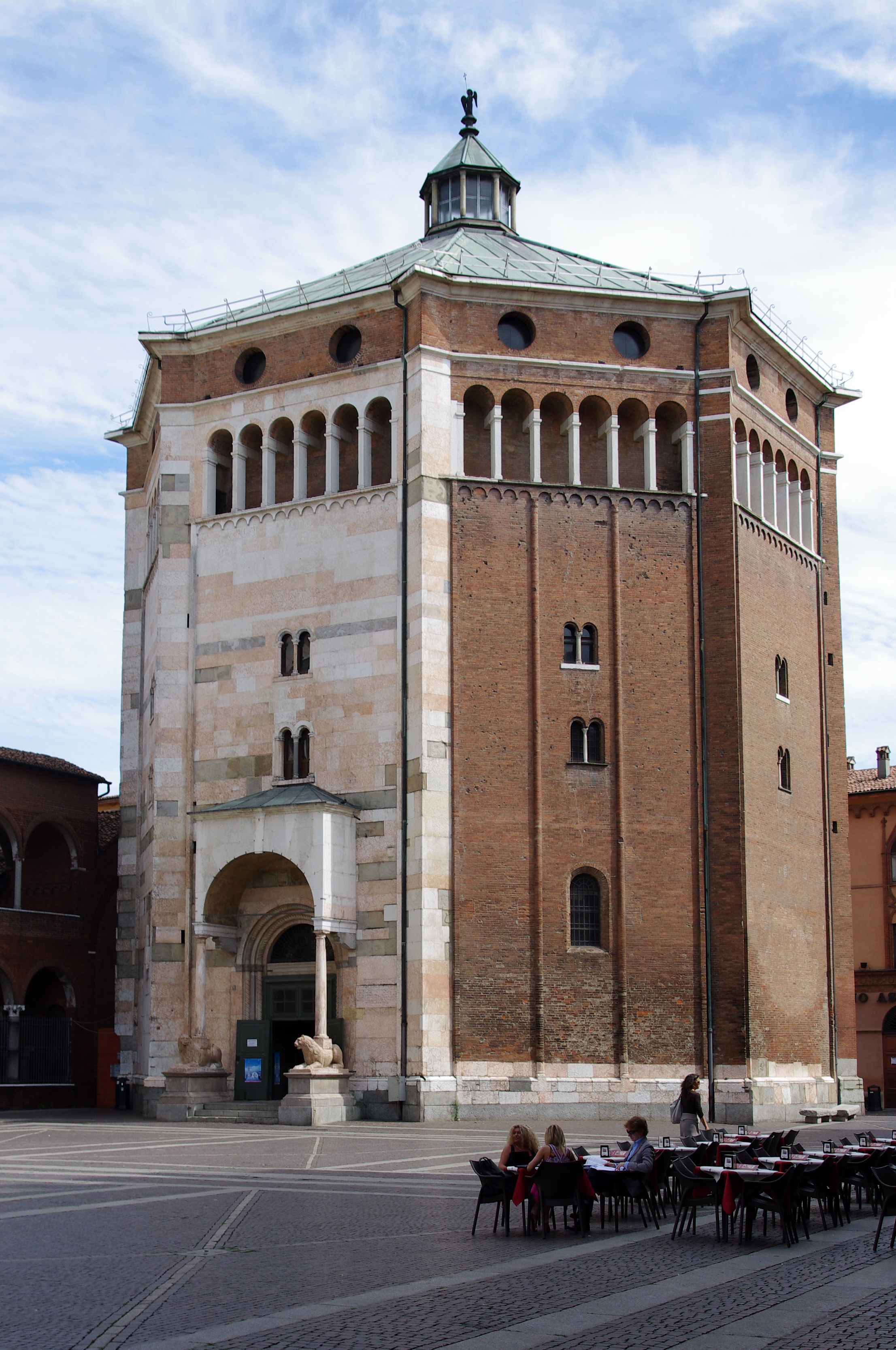
Baptysterium
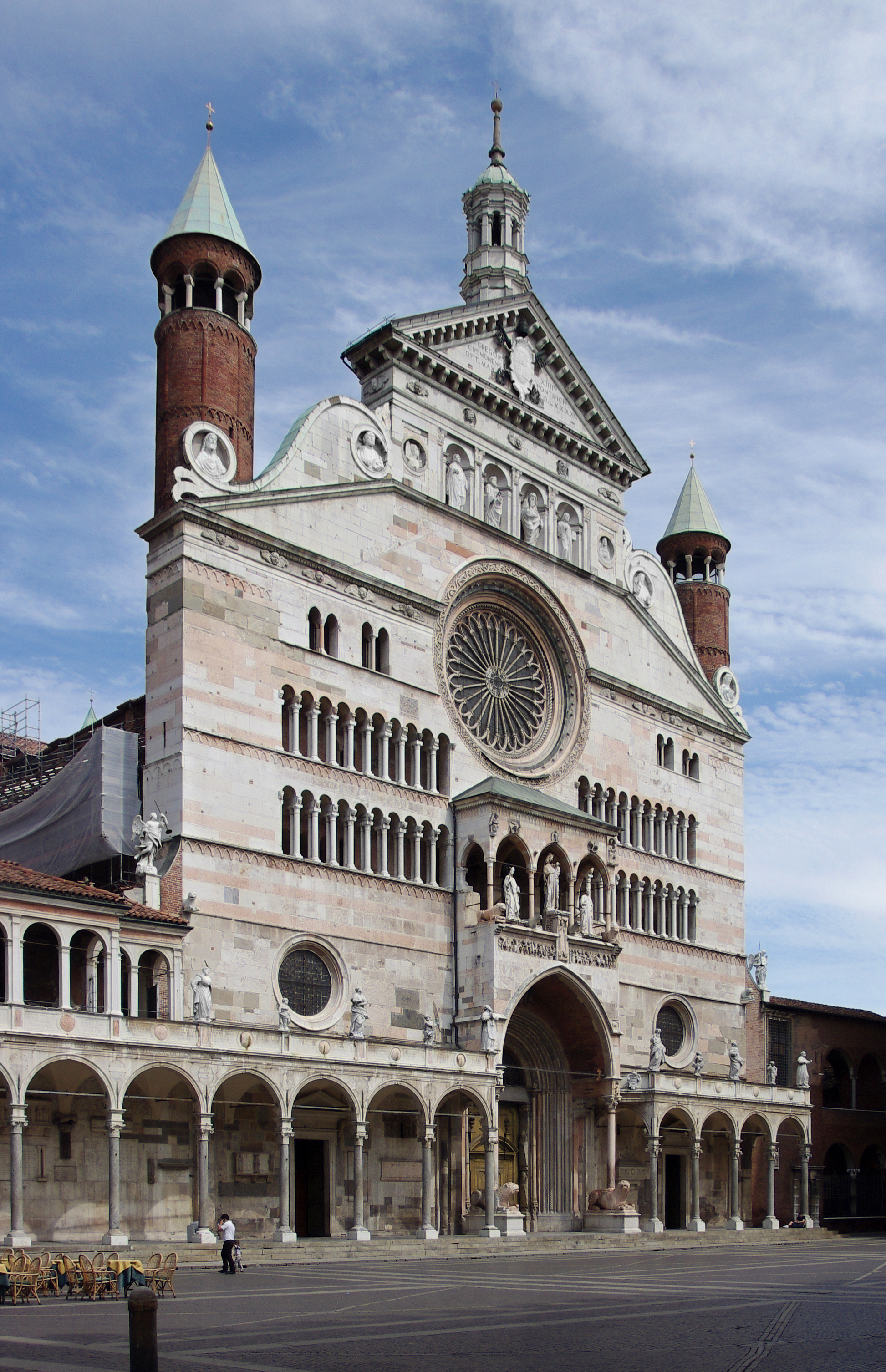
Fasada katedry
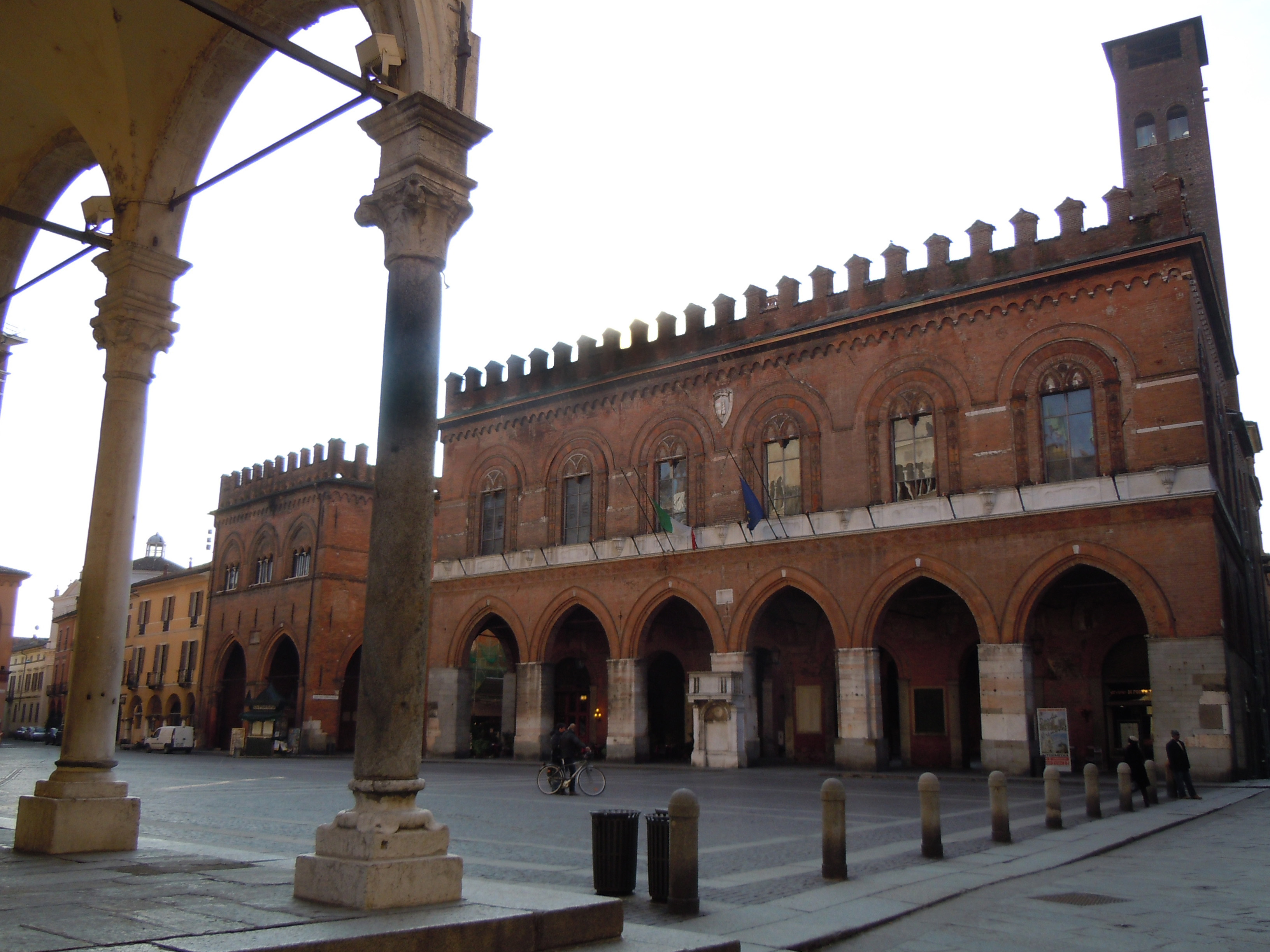
Palazzo Comunale

## Przysłowia
Cremona występuje w łacińskim przysłowiu Unus Petrus in Roma, unus portus in Ancona, una turris in Cremona, czyli jeden św. Piotr w Rzymie, jeden port w Ankonie, jedna wieża w Cremonie. W XVI w. znana była jego inna wersja (łacińsko – czeska): Unus papa Romae, unus portus Anconae, una turris Cremonae, una ceres Raconae (czes. Jeden papež v Římě, jeden přístav v Anconě, jedna věž v Cremoně, jedno pivo v Rakovníku), czyli: Jeden papież w Rzymie, jeden port w Ankonie, jedna wieża w Cremonie, jedno piwo w Rakovníku.

## Współpraca
- Hiszpania: Alaquàs
- Rosja: Krasnojarsk